# Сиріл Голланд
Сиріл Голланд (англ. Cyril Holland; при народженні — Сиріл Вайлд) — старший син Оскара Вайлда та Констанс Ллойд, брат Вівіяна Голланда.

## Життєпис
Народився 5 червня 1885 року в Англії. Згідно з автобіографією Вівіяна Голланда, «Син Оскара Вайлда» (1954), Оскар відзначився як люблячий батько для обох своїх синів і їхнє дитинство пройшло досить-таки щасливо. Однак, після судових процесів проти Вайлда та його увезення за «особливо непристойну поведінку», їхня мати, щоб віддалити свою сім'ю з центру суспільної уваги, змінила своє прізвище і прізвища своїх синів на Голланд. Невдовзі вона разом із синами переїхала до Швейцарії та віддала їх до англомовної школи-інтернату в Німеччині. Жоден з синів більше не бачив свого батька після його звільнення з в'язниці, оскільки він емігрував до Франції й більше ніколи не повертався до Англії чи Ірландії.
У 1899—1903 роках Сиріл навчався у Коледжі Редлі в Беркширі. Згодом став кадетом при Королівській військовій академії. 20 грудня 1905 року призваний до Королівської польової артилерії у званні молодшого лейтенанта. 20 грудня 1908 року отримав звання лейтенанта і протягом майже трьох років служив у Великій Британії. У 1911—1914 роках служив в Індії. 30 жовтня 1914 року отримав звання капітана.

## Смерть
Під час Першої світової війни брав участь в битві за Нев-Шапель. Помер 9 травня 1915 року від пострілу німецького снайпера під час Фестюберської битви. Похований у Франції.